# Teufik Agaj
Servet Teufik Agaj (né à Gorë en Albanie à une date inconnue et mort à une date inconnue) est un joueur de football albanais, qui évoluait au poste d'attaquant.

## Biographie
Il est meilleur buteur du championnat d'Albanie en 1933 avec 7 buts.

## Palmarès
Skënderbeu Korçë
- Championnat d'Albanie (1) :
  - Champion : 1933.
  - Vice-champion : 1934.
  - Meilleur buteur : 1933 (7 buts).